# Фредерик Чапман Робинс
Фредерик Чапман Робинс (енгл. Frederick Chapman Robbins; Оберн, 25. август 1916 — Кливленд, 4. август 2003) је био амерички педијатар и виролог. Добитник је Нобелове награду за и медицину 1954. заједно са Џоном Френклином Ендерсом и Томасом Хаклом Велером за култивисање полиомијелитиса у епрувети, користећи комбинацију коже људског ембриона и мишићног ткива. Био је једини нобеловац рођен у Алабами.

## Биографија
Рођен је 25. августа 1916. у Оберну, а одрастао је у Колумбији. Студирао је на Универзитету у Мисурију и Универзитету Харвард. Године 1952. је именован за професора педијатрије на Медицинском факултету. Године 1962. је изабран за члана Америчке академије уметности и науке. Био је 1966—1980. декан Медицинског факултета. Године 1980. је постао председник Националне академије медицине. Пет година касније, 1985, се вратио на Медицински факултет као декан емеритус и професор емеритус. Године 1953. је добио награду Едвард Мид Џонсон, а 1999. медаљу Бенџамина Френклина за изузетна достигнућа у Америчком филозофском друштву. На факултету је радио све до своје смрти 2003. Друштво Фредерик Чапман Робинс са Медицинског факултета је названо у његову част. Супруга му је преминула 2016.